# باشگاه فوتبال بیرتلی تاون
باشگاه فوتبال بیرتلی تاون (به انگلیسی: Birtley Town Football Club) یک باشگاه فوتبال در شهر بیرتلی، تاین و ور، کشور انگلستان است که در سال ۱۹۹۳ میلادی تأسیس شده‌است.